# 简讯实联制
簡訊實聯制，簡稱實聯制，是中華民國因應2019冠狀病毒病（Covid-19）疫情，而自2021年5月起實施的群眾行蹤紀錄措施，至2022年4月終止。民眾如到訪公眾場所、或搭乘大眾運輸工具，需要傳送簡訊供後續疫調使用，而簡訊由電信業者保留28天，僅供相關政府機關使用。至2022年4月27日，中央流行疫情指揮中心宣佈即日起停用簡訊實聯制，鼓勵民眾以臺灣社交距離行動應用程式做為替代。根據中央流行疫情指揮中心數據顯示，在實施簡訊實聯制的一年期間，共發送了47.7億則簡訊。

## 實施背景
自从2020年2019冠状病毒病从中国大陸武汉爆发后，台湾的病毒感染数量一直较低。2021年5月开始，台湾的病毒感染数量激增，行政院因此推出简讯实联制。此系統由高雄市長陳其邁提出，行政院在16日邀集政務委員唐鳳、交通部長王國材及中華電信總經理郭水義開會討論後，在5月19日開放使用。「實聯制」的名稱據信是為了避免「實名制」侵犯隱私的聯想而創造：在使用簡訊時而非紙本時，此系統只記錄手機號碼而不記錄使用者身份。

## 实施办法
简讯实联制要求店家、機關團體、運輸業者等單位，張貼有代表該單位的QR code的告示，方便民眾扫码，也需要有文字形式的15位場所代碼，允许民眾手工输入。民眾進出該單位時，需要把場所代碼发送到疾管署的1922专线，免收費。
政府同時建議店家同步提供紙本實聯表格，供沒有智慧型手機的消費者登記。
大眾運輸工具上也全面提供簡訊實聯制的QR code，如果民眾已使用電子票證記名，則不用另外刷QR code。民眾搭乘大眾運輸工具並未強制使用實聯制，只鼓勵民眾主動回報。

## 成本
政府編列預算3億台幣，不限簡訊則數，預計用至2022年6月。自2021年五月至十一月間，共發送超過30億封簡訊、累積刪除26億封。

## 實效
5月19日至6月30日間，16縣市僅調用303項資料，指揮中心表示如何用於疫調仍在研議，當時台北市議員王鴻薇認為實聯制根本無法發揮作用。7月「疫調輔助平台」上線後，至2022年2月，各縣市已調用超過2000萬筆資料。
十月，由於疫苗施打率上升、疫情趨緩，許多民眾不再登記，中華民國防疫學會理事長王任賢指出，有多起群聚案例調無資料、許多民眾和店家只是做個樣子，名存實亡，應該退場，否則只是在消化預算、讓電信公司賺錢。Yahoo的網路民調顯示多數投票者不支持繼續執行。
至十一月，發生超商店員因為要求顧客掃碼而受遭暴力對待，然而一些政府和公衛人員認為實聯制仍有助於調查感染疫者的足跡。

## 隱私
指揮中心表示：簡訊實聯制僅傳送簡訊予民眾自己的電信業者，店家不會收到任何資料，且只保留28天後銷毀，除非因疫調所需才會提供，不留下任何個人資料；若散播實聯制侵害隱私的不實訊息，最高可罰三年有期徒刑或併科三百萬元罰金。對此，台灣人權促進會表示對於簡訊實聯制安全性的討論屬於公共議題，應受言論自由保障，反對政府恐嚇人民。
六月，前台中地方法院法官張淵森投書媒體，揭發警方利用嫌犯以「實聯制」發送的簡訊來鎖定嫌犯行蹤，涉及侵害人民隱私權。國家通訊傳播委員會解釋，刑警不是直接調閱1922簡訊內容，而是通過《通訊保障及監察法》取得所有簡訊內容，其中包括發送給1922的簡訊內容；為了避免誤解，中央流行疫情指揮中心請求警政署不要使用簡訊實聯制內容。然而張法官認為，由於人民在購買民生必須品等情境中可能不得不參與實聯制，而且偵查犯罪並非於法律授權的「僅作為疫調使用」，就算警方能以其他法律依據合法取得防疫簡訊，使用該簡訊之內容作為聲請搜索令的依據仍有可議之處。
立委邱臣遠發現，實聯制、口罩實名制預訂、振興三倍券、振興五倍券、疫苗預約平台，都是由「關貿網路公司」以限制性招標且獨家取得，質疑將這麼多關係到敏感個人資料業務全部發包給同一間公司的合理性。
台北市政府推出的台北通手機App結合簡訊實聯制以及其他許多關係到個人資料的功能，並保留民眾資料，柯文哲並成立「資料治理委員會」負責決定決定如何「處理民眾個資」，市議員苗博雅、林亮君、李建昌質疑收集個資商用的法律架構不完備，缺乏數位個資保護的基本概念；議員王欣儀憂心資料遭民眾黨用作選舉；議員許淑華認為將犧牲民眾權益。市政府回應表示實聯制部份的資料會依中央法規僅留存28天，之後全數刪除，不會另作它用。